# Yanbian (powiat)
Yanbian (chin. upr. 盐边县,  pinyin Yánbiān Xiàn) – powiat w południowej części prowincji Syczuan, w prefekturze Panzhihua. W 1999 roku powiat liczył 182 337 mieszkańców.